# Espen Bugge Pettersen
Espen Bugge Pettersen (Tønsberg, 10 maggio 1980) è un dirigente sportivo ed ex calciatore norvegese, di ruolo portiere.

## Carriera

### Giocatore

#### Club
Bugge Pettersen ha iniziato al carriera nell'Eik-Tønsberg, per passare poi al Tønsberg. Nel 2001, è stato acquistato dal Sandefjord, per cui ha giocato per quasi un decennio. Ha esordito in campionato, nella 1. divisjon il 14 aprile 2002, quando è stato titolare nella sconfitta per 4-0 sul campo del Tromsø. Ha contribuito alla promozione nell'Eliteserien, nel campionato 2005.
Il 9 aprile 2006 ha potuto così esordire nella massima divisione norvegese, quando ha giocato dal primo minuto nel pareggio a reti inviolate in casa dello Stabæk. Alla fine del campionato 2007, il suo Sandefjord è retrocesso nuovamente in 1. divisjon, ma nella stagione successiva ha riconquistato la promozione.
Il 31 luglio 2010, è stato annunciato il suo passaggio a titolo definitivo al Molde. L'esordio con la nuova maglia è stato datato 1º agosto, nella sfida contro il Brann. L'incontro è terminato con un pareggio per 1-1. L'anno successivo, è stato tra i protagonisti del successo finale del Molde, che si è aggiudicato il primo campionato della sua storia. Nello stesso anno, ha ricevuto il premio Kniksen come miglior portiere del campionato. Il 2 aprile 2013, in occasione della sfida contro il Lillestrøm, ha subito un infortunio al bicipite femorale che lo ha costretto ad uno stop di un paio di mesi. Il 4 ottobre 2014 ha vinto il campionato 2014 con il suo Molde, raggiungendo matematicamente il successo finale con quattro giornate d'anticipo grazie alla vittoria per 1-2 sul campo del Viking. Il 23 novembre successivo, il Molde ha centrato il successo finale nel Norgesmesterskapet 2014, ottenendo così il double.
Il 12 dicembre 2014, lo Strømsgodset ha annunciato sul proprio sito d'aver ingaggiato Bugge Pettersen, che si è legato al nuovo club con un contratto biennale valido a partire dal 1º gennaio 2015. Il 15 gennaio 2016 ha rinnovato il contratto con lo Strømsgodset, prolungando l'accordo fino al 31 dicembre 2018.
Il 26 giugno 2017, in occasione della sfida di campionato tra Strømsgodset e Molde, ha rivolto il dito medio verso i suoi ex tifosi, che lo avevano fischiato per l'intero incontro. Per questo motivo, la federazione norvegese gli ha inflitto una multa di 4000 corone.

#### Nazionale
Bugge Pettersen si è guadagnato la prima convocazione per la Norvegia per le sfide contro l'Islanda e la Macedonia del Nord, valide per le qualificazioni al campionato del mondo 2010. L'esordio, però, è arrivato soltanto il 29 maggio 2010, nell'amichevole vinta per 2-1 contro il Montenegro, sostituendo il titolare Rune Almenning Jarstein nei minuti finali dell'incontro.

### Dopo il ritiro
Il 6 dicembre 2018 è stato nominato nuovo amministratore delegato del Sandefjord.

## Statistiche

### Presenze e reti nei club
Statistiche aggiornate al 14 luglio 2020.
| Stagione            | Club                | Campionato          | Campionato | Campionato | Coppe nazionali | Coppe nazionali | Coppe nazionali | Coppe continentali | Coppe continentali | Coppe continentali | Supercoppe | Supercoppe | Supercoppe | Totale | Totale |
| Stagione            | Club                | Comp                | Pres       | Reti       | Comp            | Pres            | Reti            | Comp               | Pres               | Reti               | Comp       | Pres       | Reti       | Pres   | Reti   |
| ------------------- | ------------------- | ------------------- | ---------- | ---------- | --------------- | --------------- | --------------- | ------------------ | ------------------ | ------------------ | ---------- | ---------- | ---------- | ------ | ------ |
| 2002                | Sandefjord          | 1D                  | 30+2       | ?          | CN              | ?               | -?              | -                  | -                  | -                  | -          | -          | -          | 32+    | -?     |
| 2003                | Sandefjord          | 1D                  | 30+2       | -?         | CN              | ?               | -?              | -                  | -                  | -                  | -          | -          | -          | 32+    | -?     |
| 2004                | Sandefjord          | 1D                  | 29         | -?         | CN              | 4               | -?              | -                  | -                  | -                  | -          | -          | -          | 33     | -?     |
| 2005                | Sandefjord          | 1D                  | 25         | -?         | CN              | ?               | -?              | -                  | -                  | -                  | -          | -          | -          | 25+    | -?     |
| 2006                | Sandefjord          | ES                  | 26         | -?         | CN              | 5               | -?              | -                  | -                  | -                  | -          | -          | -          | 31     | -?     |
| 2007                | Sandefjord          | ES                  | 22         | -?         | CN              | 2               | -?              | -                  | -                  | -                  | -          | -          | -          | 24     | -?     |
| 2008                | Sandefjord          | 1D                  | 30         | -?         | CN              | ?               | -?              | -                  | -                  | -                  | -          | -          | -          | 30+    | -?     |
| 2009                | Sandefjord          | ES                  | 30         | -?         | CN              | 2               | -?              | -                  | -                  | -                  | -          | -          | -          | 32     | -?     |
| gen.-lug. 2010      | Sandefjord          | ES                  | 18         | -?         | CN              | 0               | 0               | -                  | -                  | -                  | -          | -          | -          | 18     | -?     |
| Totale Sandefjord   | Totale Sandefjord   | Totale Sandefjord   | 240+4      | -?         |                 | 13+             | -?              |                    | -                  | -                  |            | -          | -          | 257+   | -?     |
| lug.-dic. 2010      | Molde               | ES                  | 12         | -?         | CN              | 0               | 0               | -                  | -                  | -                  | -          | -          | -          | 12+    | -?     |
| 2011                | Molde               | ES                  | 28         | -?         | CN              | 1               | -?              | -                  | -                  | -                  | -          | -          | -          | 29     | -?     |
| 2012                | Molde               | ES                  | 23         | -?         | CN              | 2               | -?              | UCL                | 4+6                | -?                 | S          | 1          | -2         | 36     | -?     |
| 2013                | Molde               | ES                  | 0          | 0          | CN              | 0               | 0               | UCL+UEL            | 0                  | 0                  | -          | -          | -          | 0      | 0      |
| 2014                | Molde               | ES                  | 3          | -2         | CN              | 0               | 0               | UEL                | 0                  | 0                  | -          | -          | -          | 3      | -2     |
| Totale Molde        | Totale Molde        | Totale Molde        | 63         | -?         |                 | 3               | -?              |                    | 10                 | -?                 |            | 1          | -2         | 77     | -?     |
| 2015                | Strømsgodset        | ES                  | 30         | -44        | CN              | 3               | 0               | UEL                | 6                  | -7                 | -          | -          | -          | 39     | -51    |
| 2016                | Strømsgodset        | ES                  | 30         | -40        | CN              | 3               | -2              | UEL                | 2                  | -4                 | -          | -          | -          | 35     | -46    |
| 2017                | Strømsgodset        | ES                  | 24         | -29        | CN              | 1               | -1              | -                  | -                  | -                  | -          | -          | -          | 25     | -30    |
| 2018                | Strømsgodset        | ES                  | 22         | -34        | CN              | 3               | -1              | -                  | -                  | -                  | -          | -          | -          | 25     | -35    |
| Totale Strømsgodset | Totale Strømsgodset | Totale Strømsgodset | 106        | -113       |                 | 9               | -6              |                    | 8                  | -11                |            | -          | -          | 123    | -154   |
| Totale              | Totale              | Totale              | 409+4      | -?         |                 | 23+             | -?              |                    | 18                 | -?                 |            | 1          | -2         | 458    | -?     |

### Cronologia presenze e reti in nazionale
| Cronologia completa delle presenze e delle reti in nazionale ― Norvegia | Cronologia completa delle presenze e delle reti in nazionale ― Norvegia | Cronologia completa delle presenze e delle reti in nazionale ― Norvegia | Cronologia completa delle presenze e delle reti in nazionale ― Norvegia | Cronologia completa delle presenze e delle reti in nazionale ― Norvegia | Cronologia completa delle presenze e delle reti in nazionale ― Norvegia | Cronologia completa delle presenze e delle reti in nazionale ― Norvegia | Cronologia completa delle presenze e delle reti in nazionale ― Norvegia |
| Data                                                                    | Città                                                                   | In casa                                                                 | Risultato                                                               | Ospiti                                                                  | Competizione                                                            | Reti                                                                    | Note                                                                    |
| ----------------------------------------------------------------------- | ----------------------------------------------------------------------- | ----------------------------------------------------------------------- | ----------------------------------------------------------------------- | ----------------------------------------------------------------------- | ----------------------------------------------------------------------- | ----------------------------------------------------------------------- | ----------------------------------------------------------------------- |
| 29-5-2010                                                               | Oslo                                                                    | Norvegia                                                                | 2 – 1                                                                   | Montenegro                                                              | Amichevole                                                              | -                                                                       |                                                                         |
| 17-11-2010                                                              | Dublino                                                                 | Irlanda                                                                 | 1 – 2                                                                   | Norvegia                                                                | Amichevole                                                              | -                                                                       |                                                                         |
| 12-11-2011                                                              | Cardiff                                                                 | Galles                                                                  | 4 – 1                                                                   | Norvegia                                                                | Amichevole                                                              | -2                                                                      |                                                                         |
| 18-1-2012                                                               | Bangkok                                                                 | Thailandia                                                              | 0 – 1                                                                   | Norvegia                                                                | Amichevole                                                              | -                                                                       |                                                                         |
| 2-6-2012                                                                | Oslo                                                                    | Norvegia                                                                | 1 – 1                                                                   | Croazia                                                                 | Amichevole                                                              | -1                                                                      |                                                                         |
| 7-9-2012                                                                | Reykjavík                                                               | Islanda                                                                 | 2 – 0                                                                   | Norvegia                                                                | Qual. Mondiali 2014                                                     | -2                                                                      |                                                                         |
| Totale                                                                  |                                                                         | Presenze                                                                | 6                                                                       |                                                                         | Reti                                                                    | -5                                                                      |                                                                         |

## Palmarès

### Club
- Campionato norvegese: 3

Molde: 2011, 2012, 2014
- Superfinalen: 1

Molde: 2012
- Coppa di Norvegia: 1

Molde: 2014

### Individuale
- Premio Kniksen per il miglior portiere: 1

2011